# Torsten Kumfeldt
Karl Torsten Kumfeldt (Örebro, 4 de enero de 1886 - Estocolmo, 2 de mayo de 1966) fue un jugador de waterpolo, nadador y saltador de trampolín sueco.

## Clubes
- Stockholms KK ( Suecia)

## Títulos
Como nadador:
- Clasificatorias en 200 espalda en los juegos olímpicos de Londres 1908

Como jugador de la selección sueca de waterpolo:
- Medalla de bronce en los juegos olímpicos de Amberes 1920
- Medalla de plata en los juegos olímpicos de Estocolmo 1912
- Medalla de bronce en los juegos olímpicos de Londres 1908